# Jan Kinsbergen
Jan Kinsbergen (* 1967 in Biel/Bienne) ist ein Schweizer Architekt.

## Werdegang
Jan Kinsbergen studierte von 1987 bis 1993 Architektur an der ETH Zürich und diplomierte bei Hans Kollhoff. Anschließend arbeitete er bei Hans Kollhoff und von 1994 bis 1999 bei Steven Holl in New York City. 1999 gründete er ein Architekturbüro in New York, das bis 2001 bestand. Kinsbergen lehrte als Gastprofessor an der Columbia University GSAPP New York (1999–01), als Oberassistent bei Christian Kerez und Adrian Meyer an der ETH Zürich (2002–08) und an der Porto Academy (2021). 2002 gründete er ein Architekturbüro in Zürich.

## Bauwerke
Eine Auswahl von Kinsbergens Bauten wurden von Georg Aerni und Rasmus Norlander fotografiert.
- 2009: Haus Kinsbergen, Langenthal
- 2012–15: Mehrfamilienhaus, Nidau mit Bauingenieure Joseph Schwartz und Neven Kostic
- 2015–16: Haus Flora, Seelisberg mit Joseph Schwartz
- 2016: Wohnungen, Meggen
- 2016–18: Haus am See, Wollerau
- 2018: Mehrfamilienhaus am See mit Ferrari Gartmann
- seit 2021: Nauentor, Basel mit BRUTHER, Truwant + Rodet + und Schnetzer Puskas Ingenieure[1][2]

## Filmografie
- 2012: Wohnhaus aus Glas und Aluminium | euromaxx ambiente, Euromaxx – Leben und Kultur in Europa

## Bücher
- Samuel Penn (Hrsg.): ACCOUNTS. Pelinu Books, Bukarest 2019 mit Beiträgen von Pier Vittorio Aureli, François Charbonnet, Beat Consoni, Irina Davidovici, Mike Davies, Andrea Deplazes, Angela Deuber, Sérgio Fernandez, Pascal Flammer, Christoph Gantenbein, Rolf Jenni, Jan Kinsbergen, Oliver Lütjens, Peter Märkli, Marcel Meili, Thomas Padmanabhan, Samuel Penn, Jonathan Sergison, Álvaro Siza, Luigi Snozzi, Laurent Stalder, Martino Tattara, Marie-José Van Hee, Adrien Verschuere, Tom Weiss, Andrea Zanderigo, Raphael Zuber
- mit David Klemmer (Hg.): Dixit n 04 On Process. 2022
- Claudia Mion (Hg.) Plates. Beiträge von Jan Kinsbergen und Neven Kostic. Caryatide, 2024